# Goniothalamus calcareus
Goniothalamus calcareus är en kirimojaväxtart som beskrevs av Mat-salleh. Goniothalamus calcareus ingår i släktet Goniothalamus och familjen kirimojaväxter. Inga underarter finns listade i Catalogue of Life.